# Corsico
Corsico là một đô thị ở tỉnh Milano, vùng Lombardia của Italia, khoảng5 km về phía tây nam của Milano. Tại thời điểm ngày 31 tháng 12 năm 2004, đô thị này có dân số 33.694 và diện tích là 5,4 km².
Corsico giáp các đô thị sau:Milano, Cesano Boscone, Trezzano sul Naviglio, Buccinasco.